# Typoman
Typoman est un jeu vidéo indépendant développé par Brainseed Factory, un studio indépendant allemand, pour Nintendo Switch, Wii U, Xbox One, PlayStation 4, PC, et mobile. Le jeu suit un héros nommé HERO qui crée des mots pour modifier l'environnement qui l'entoure.

## Système de jeu
Typoman propose un certain nombre de casse-tête environnementaux qui sont résolus en créant des mots pertinents pour la situation. Par exemple, les joueurs peuvent épeler "up" pour activer un ascenseur, ou "open" pour ouvrir une porte. Les situations deviennent de plus en plus compliquées au fur et à mesure que le jeu progresse, obligeant le joueur à trouver des jeux de mots pour manipuler des objets.

## Développement
L'idée de Typoman est née d'un désir d'expérimenter avec la typographie et le gameplay. Le fondateur de Brainseed Factory, Bilal Chbib, explique que le plan initial était "d'avoir des objets et des monstres en forme de lettres, et rien d'autre". Au fur et à mesure que le développement se poursuivait, l'équipe a finalement décidé d'implémenter un gameplay basé sur des casse-têtes en utilisant des lettres et des mots.
Le jeu était à l'origine une exclusivité Wii U, et Nintendo a présenté le jeu au programme Nindies@Home lors de l'E3 2015. Le jeu est sorti sur Wii U en 2015.
Un an après sa sortie, Brainseed Factory a annoncé qu'une version mise à jour du jeu appelée Typoman : Revised serait publiée sur PC, Xbox One et PS4. La version révisée implémente plusieurs améliorations de design et graphiques. La version PC est sortie en 2016, suivie des versions console en février 2017.

## Accueil
La version Wii U de Typoman a reçu des critiques mitigées, avec un score sur l'agrégateur de critiques Metacritic de 57/100. Typoman: Revised pour Xbox One et PlayStation 4 a été mieux accueilli, obtenant respectivement 73/100 et 75/100.
Les critiques ont généralement loué le concept, l'atmosphère et le style artistique du jeu, mais ont dirigé les critiques vers la durée du jeu.

## Prix
- Nommé pour la meilleure conception visuelle, le meilleur jeu de casse-tête, TIGA Games Industry Awards 2018, Londres[6],[7]
- Gagnant du Beste Inszenierung (meilleure présentation), German Video Game Awards 2016, Munich[8]
- Gagnant du meilleur jeu occasionnel, Game Connection Development Awards 2015, San Francisco[9]
- Nommé pour le meilleur jeu, le meilleur jeu indépendant, le meilleur bruitage, la meilleure conception de jeu, le meilleur jeu de console, German Dev Awards 2015, Cologne[10]
- Gagnant du meilleur style artistique, Best of E3 2015 Awards de Gaming Trend, Los Angeles[11]
- Gagnant du Best of Quo Vadis Show 2015, Best of Quo Vadis Show, Berlin[12]
- Gagnant du meilleur jeu pour les jeunes à haute valeur éducative, Pädi 2016, Munich[13]